# Ron Haslam
Ron "Rocket" Haslam est un pilote de vitesse moto britannique né le 22 juin 1956 à Heanor dans le Derbyshire. Il prit part à 107 grand prix entre 1983 et 1993 avec une pause en 1992 durant laquelle il s'occupa de son fils Leon. Dans les années 1980 il était considéré comme le meilleur "pousseur" du peloton ce qui lui permettait souvent de prendre la tête au départ. En 10 ans il réalisa une pole et neuf podiums. Son fils Leon courut au début des années 2000 en mondial avant de passer en Supersport, son neveu Gary fut aussi coureur. Depuis 1995, il a ouvert une école de conduite moto sur le circuit de Donington Park avec un certain succès.

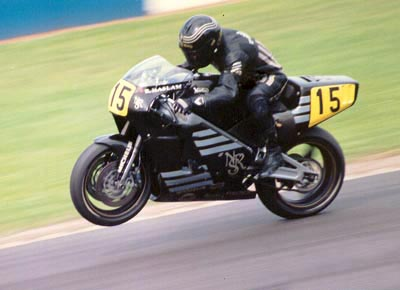
Haslam sur une Norton à moteur Wankel dans les années 1990.

## Biographie
Ron Haslam né dans une famille nombreuses dans la ville minière de Langley Mill. Il compte 10 frères et sœurs et découvre très tôt la moto par ses grands frères Terry et Phil qui lui permettent de découvrir la moto par la 750 cm3 Norton acheté à trois. Les frères Haslam sillonne le Royaume-uni et très vite le jeune Ron seize ans se fait remarquer par son pilotage. Il finit 7e et 8e à Caldwell Park pour sa première course. Mais en 1974 son frère Phil est victime devant ses yeux d'un accident mortel. Sur le circuit de Mount Oliver à Scarborough il est en effet victime d'une collision avec Steve Machin dans laquelle il percute un pilier de pont se brisant la nuque il décède lors de son transfert à l'hôpital. Les parents de Ron Haslam l'interdisent de courir. Sa carrière s'interrompt une première fois.
Il reprend sa carrière en 1976 et est reçoit une Wild-Card pour participer au Grand Prix d'Angleterre en 1977 qui se déroule à Silverstone et plus sur le Tourist Trophy. Mais lors des années suivantes il décide de courir dans le championnat britannique de moto dans toutes les catégories. En 1979 à Oulton Park il réussit l'exploit unique de remporter 5 courses dans les 5 classes en compétitions. La même année il termine également second des 8 heures de Suzuka. Les années suivantes il devient double champion du monde de Formule TT1 ancêtre du Superbike au total il remporte trois titres dans la discipline. L'année suivante il remporte le championnat anglais. L'année suviante en 1983 il devient l'équipier de Freddie Spencer. La Honda est enfin compétitive et Freddie Spencer survole le championnat. Haslam reussi une honnête première saison où il se fait remarquer par sa rapidité lors des essais.
En 1984 il est champion du monde Superbike séries où il court en parallèle du mondial. Il réalise également son unique pole position lors du Grand Prix moto de Suède à Anderstorp. il réalise deux podium lors des trois derniers grand prix. Malheureusement, la saison est aussi marquée par un drame familial. La saison finie, il vit aussi le moment le plus difficile de sa carrière quand son frère avec qui il avait tout partagé Terry qui pilote en sidecar est victime le 28 septembre d'un accident mortel. Son sidecar s'est écrasé contre les glissières à haute vitesse lors d'une manche du championnat d'Europe à Assen. Son singe survit mais ne pilotera plus jamais. Lui est tué sur le coup ce qui choque son jeune frère Ron. De ce fait l'année sera sa meilleure année.
En 1985 il réalise sa meilleure année en terminant 4e du championnat et en réalisant à Assen là où Terry s'est tué quelques mois auparavant sa meilleure performance en montant sur la seconde marche du podium. Il marque 72 points sois moins qu'en 1984 mais finit 5e du championnat. Cette place lui vaut d'être recruter par l'ambitieuse écurie Elf qui a mis au point la ELF 3. Haslam va réaliser des miracles au guidon d'une moto trop novatrice après avoir essuyé les plâtres en 1986. Par contre il bat le record du monde de vitesse à moto. En 1987 la nouvelle ELF 4 arrive la moto conçue en partenariat avec Honda lui permette de réaliser sa meilleure saison signant deux podiums et plusieurs premières lignes. Il termine quatrième du championnat ce qui laisse espérer le titre pour 1988.
La saison 1988 marque un recul Haslam ne parvient pas exploiter tout le potentiel de la ELF 5 qui ne lui permet pas de réaliser de bonnes performances. L'écurie se retire à la fin de la saison laissant Serge Rosset seul. Haslam trouve refuge chez Suzuki. L'année 1989 marque sa dernière vraie année en mondial. Il finit huitième du mondial en réalisant son record de points avec 86 points mais aucun podium. L'année 1990 où il court pour Cagiva. Cette dernière année voit un net déclin des performances d'Haslam qui pilote une moto peu fiable. 
En 1991 il prend part au championnat Superbike et au grand prix de grande bretagne. Les années suivantes, il court en championnat anglais de moto. Il manage ensuite le jeune James Haydon qui pilote 250 cm3. Puis il s'occupe de son fils Leon Haslam qui passe du motocross au circuit en 1997 son neveu Gary fils de Terry court également. Son fils débute en 125 cm3 si bien qu'en 2000 les deux Haslam ont un projet : courir ensemble. Mais Ron Haslam se blesse lors des essais libres le projet ne se réalise pas. Leon part dans le championnat Superbike comme son père.
Ron Haslam, lui, a ouvert une école de pilotage dans les années 1990 à Donington. L'école lui permet de former des jeunes pilotes dont Karl Harris. Il est assisté par son neveu Gary. Ron Haslam est marié depuis les années 1980 et a trois enfants : un fils Leon et deux filles Zoé et Emma.

## Palmarès
- 6 victoires au Grand Prix de Macao
- 61 top 10 en mondial
- 9 podiums en mondial : meilleure place 2e au Dutch TT en 1985.
- 1 pole position : Grand prix de Suède 1984
- 5 victoires dans un même week-end en 1979.